# Guillaume de Hohenzollern-Sigmaringen
Titre
Prince titulaire de Hohenzollern
8 juin 1905 – 13 novembre 1918
(13 ans, 5 mois et 5 jours)
Le prince Guillaume de Hohenzollern (en allemand : Wilhelm von Hohenzollern), né le 7 mars 1864 au château de Benrath et mort le 22 octobre 1927 au château de Sigmaringen est le dernier prince titulaire de la maison de Hohenzollern du 8 juin 1905 au 13 novembre 1918.

## Biographie

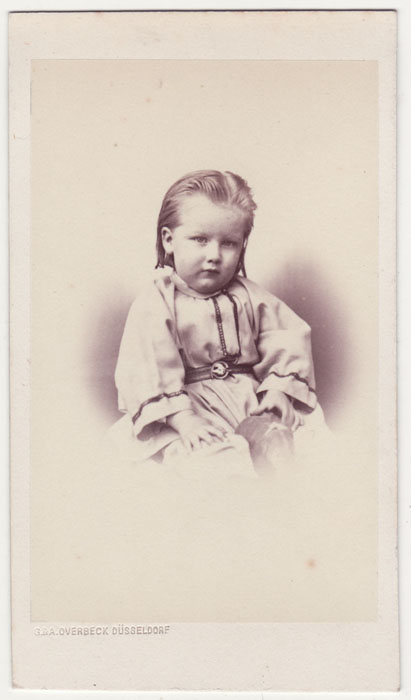
Le prince Guillaume de Hohenzollern-Sigmaringen en 1869.

Le prince Guillaume de Hohenzollern est le fils aîné du prince Léopold de Hohenzollern et de son épouse l’infante Antonia de Portugal. Ses frères cadets sont Ferdinand Ier, roi de Roumanie et le prince Charles-Antoine de Hohenzollern. De 1880 à 1886, le prince Guillaume, en sa qualité de neveu aîné du roi Charles Ier privé de descendance, est son héritier présomptif. Il renonce à ses droits au trône roumain le 20 décembre 1886.
En 1905, il succède à son père comme prince titulaire de la maison de Hohenzollern, mais le 13 novembre 1918, dans le contexte de la proclamation de la république de Weimar il renonce à ses privilèges craignant une attaque armée contre le château de Sigmaringen où il résidera jusqu'à son décès. Il y pratique assidûment la chasse jusqu'à ses derniers jours.

## Famille et descendance
Le prince Guillaume se marie à deux reprises. La première fois, le 27 juin 1889, il épouse à Sigmaringen Marie-Thérèse, princesse de Bourbon-Siciles (1867-1909), fille de Louis de Bourbon, prince des Deux-Siciles, comte de Trani et de Mathilde, duchesse en Bavière. Ce mariage, célébré avec faste - l'épouse est la nièce de l'empereur d'Autriche et du roi des Deux-Siciles - en présence de Guillaume II, est un échec sur le plan privé car les deux époux vivent rapidement de manière séparée, leurs enfants voyant très peu leur mère qui décède prématurément des suites de la sclérose en plaques.
De ce premier mariage sont nés trois enfants : 
- Augusta Victoria (1890-1966), qui épouse en premières noces en 1913 Manuel II roi de Portugal, mariage sans postérité ; épouse en secondes noces en 1939 Robert Comte Douglas, mariage sans postérité non plus ;
- Frédéric de Hohenzollern (1891-1965) qui succède à son père en 1927 ; il épouse en 1920 Marguerite princesse de Saxe qui lui donne sept enfants ;
- François Joseph, prince de Hohenzollern-Emden (1891-1964), frère jumeau du précédent ; il épouse en 1921 Marie Alix, princesse de Saxe qui lui donne quatre enfants.

Veuf depuis 1909, le prince Guillaume épouse le 20 janvier 1915 à Munich Adelgonde, princesse de Bavière (1870-1958), fille de Louis III, roi de Bavière. Il n'y a pas eu de postérité de cette seconde union.